# UFC Fight Night: Cowboy vs. Medeiros
UFC Fight Night: Cowboy vs. Medeiros var en MMA-gala som arrangerades av Ultimate Fighting Championship och ägde rum 18 februari 2018 i Austin i USA.